# Plicisyrinx decapitata
Plicisyrinx decapitata é uma espécie de gastrópode do gênero Plicisyrinx, pertencente a família Pseudomelatomidae.